# Patterson Island (Findlay Group)
Patterson Island är en ö i Kanada.   Den ligger i territoriet Nunavut, i den norra delen av landet, 3 700 km nordväst om huvudstaden Ottawa. Arean är 4,4 kvadratkilometer. Ön ligger i ögruppen Findlay Group.
Terrängen på Patterson Island är platt. Öns högsta punkt är 60 meter över havet. Den sträcker sig 2,4 kilometer i nord-sydlig riktning, och 2,8 kilometer i öst-västlig riktning.